# Apeiba

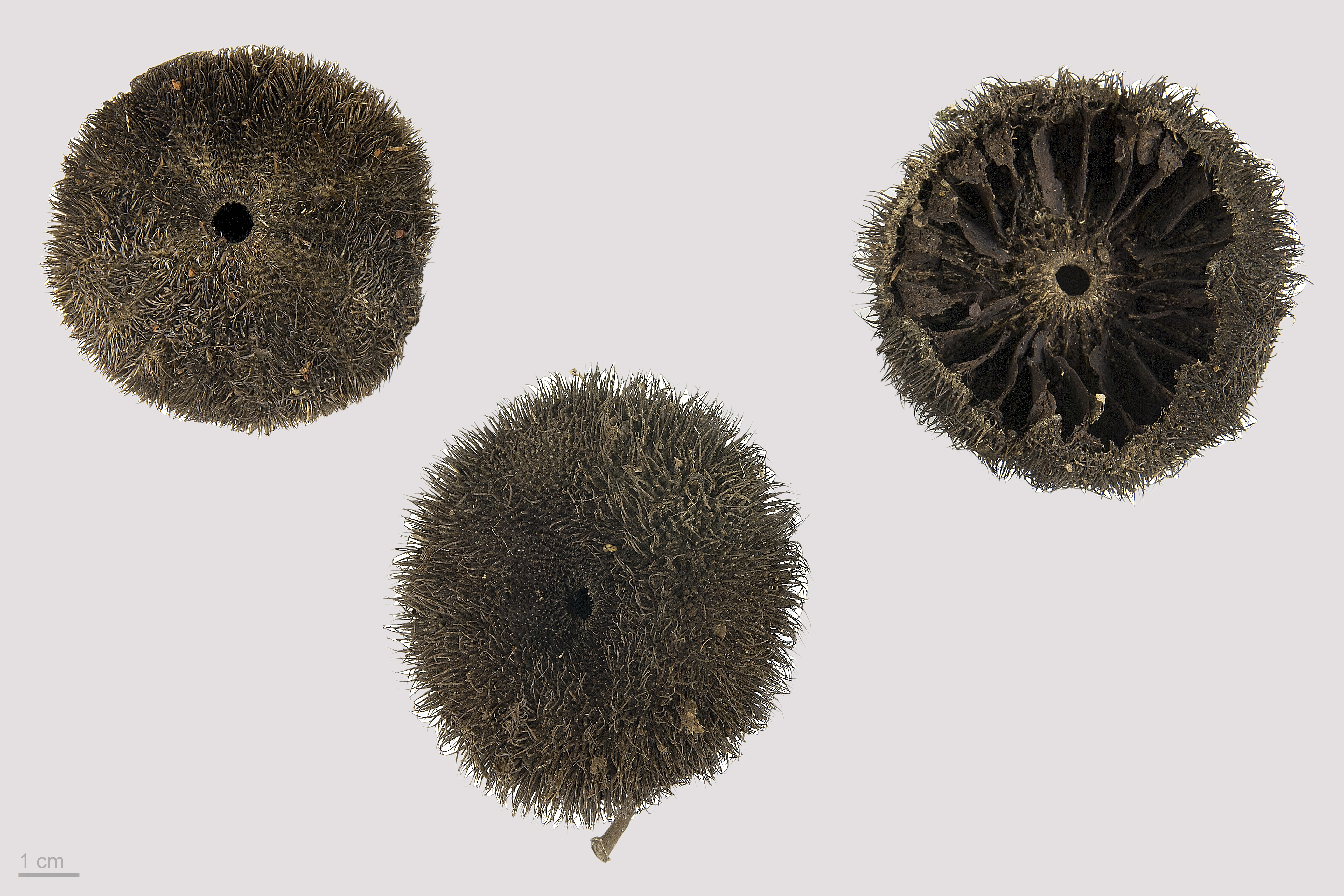
Apeiba glabra - MHNT

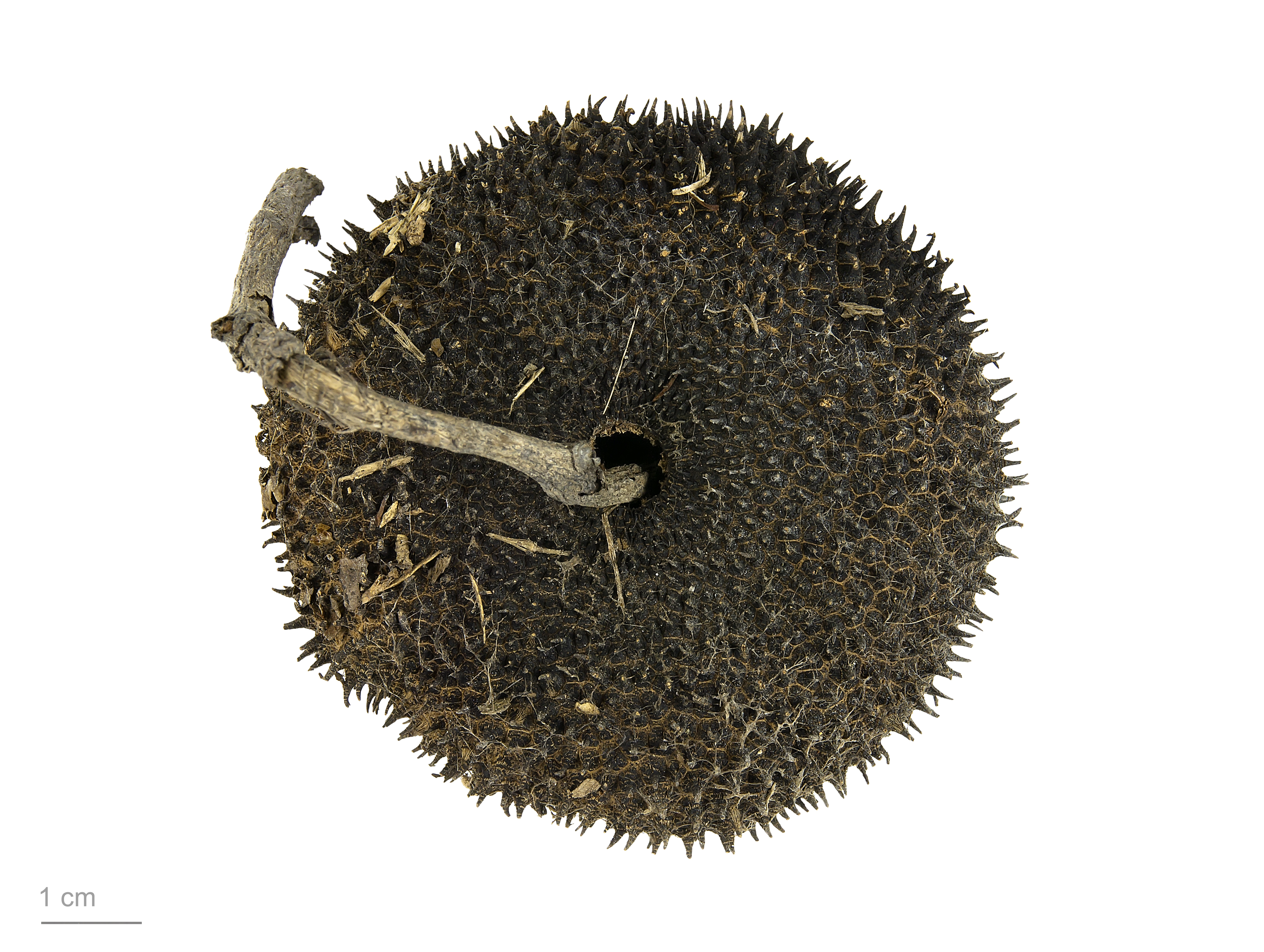
Apeiba petoumo - MHNT

Apeiba é um género botânico pertencente à família Malvaceae.

## Espécies
As seguintes espécies são atualmente reconhecidas:
- Apeiba albiflora Ducke
- Apeiba discolor (Spreng.) G.Don
- Apeiba glabra Aubl.
- Apeiba intermedia Uittien
- Apeiba macropetala Ducke
- Apeiba membranacea Spruce ex Benth.
- Apeiba petoumo Aubl.
- Apeiba schomburgkii Szyszył.
- Apeiba tibourbou Aubl.
- Apeiba uittienii Jans.-Jac. & Westra